# Fleksibelt gensvar
Fleksibelt gensvar (en:flexible response) var en miltærstrategi, formuleret i 1950 af Paul Nitze, som var hovedmanden bag NSC-68, en tophemmelig gennemgang af USA's sikkerhedspolitik. Strategien forudsatte, at USA skulle reagere på en sovjetisk aggression, uanset hvor i verden, den fandt sted, uden at optrappe konflikten, men også uden at trække sig ud af den, før den var løst. Strategien forudsatte også anvendelsen af hemmelige operationer og var dermed medvirkende til at styrke CIAs magtbeføjelser.
John F. Kennedys reaktion på Cubakrisen og Lyndon B. Johnsons strategi i Vietnamkrigen byggede på fleksibelt gensvar. En af konsekvenserne var en voldsom stigning i udgifterne til militæret, en anden var optrapningen af Vietnamkrigen efter Johnsons valgsejr i 1964. 
Det fleksible gensvar flyttede i nogen grad fokus fra den direkte konflikt mellem stormagterne, men indebar samtidig en optrapning af regionale konflikter, især i Vietnam, men også i Sydamerika